# Eden (Praha)
Zábavní a sportovní park Eden byl vybudován v roce 1922, po vzniku Velké Prahy, v okrajové, dosud nezastavěné části někdejšího města Vršovice. Po vzoru vídeňského Prátru zde vznikl rozsáhlý komplex zábavních atrakcí.
Mezi hlavní atrakce patřila například přes 5 kilometrů dlouhá horská dráha či vodní laguna s lodičkami. Byly zde stánky, mnoho restaurací, promenády, kryté taneční parkety, varieté, začarovaný zámek, klasické pouťové atrakce, střelnice, cyklodrom a velké vodní tobogany.
O Velikonocích 1930 přijel do Edenu Ital jménem Zacchini, který se nechal vystřelovat do vzduchu z děla. Zásluhou cestovatele Carla Hagenbecka přijeli do Edenu i černoši z Habeše, kteří tu postavili ukázku domorodé vesnice a předváděli domorodé tance či vystupovali se zvířaty. 
6. ledna 1935 byla do oblasti Edenu přivedena tramvajová trať.
Vstupné činilo 1,20 K. Protože byl zábavní park zaměřen zejména na lidové vrstvy, velká hospodářská krize ve 30. letech 20. století způsobila rychlý úpadek Edenu. Oblast získala špatnou pověst kvůli rozrůstající se nouzové kolonii na Bohdalci a stoupající kriminalitě. Roku 1935 byla zbourána horská dráha a v následujících letech byly uzavírány další atrakce. Situaci ještě zhoršil zákaz zábav během 2. světové války, v roce 1946 byl park rozhodnutím hygienika hlavního města Prahy oficiálně uzavřen.

## Další vývoj oblasti
Na části původního parku vznikl velký sportovní areál Slavie Praha s fotbalovým, ragbyovým a atletickým stadionem, víceúčelovou sportovní halou, plaveckým areálem a hokejovým stadionem. Fotbalový stadion byl otevřen v září 1953, postupem času přestal vyhovovat požadavkům na divácký komfort, uzavřen byl v roce 2000, zbourán byl v letech 2003 - 2004. Na jeho místě byla v roce 2008 otevřena multifunkční Eden Aréna. V letech 1972 až 1977 zde bylo postaveno Sídliště Vlasta. Součástí zdejší oblasti je i Kulturní dům Eden.
V roce 2005 bylo naproti stadionu otevřeno Nákupní centrum Eden.
V roce 2020 zde byla otevřená železniční stanice Praha-Eden.

## Fotogalerie

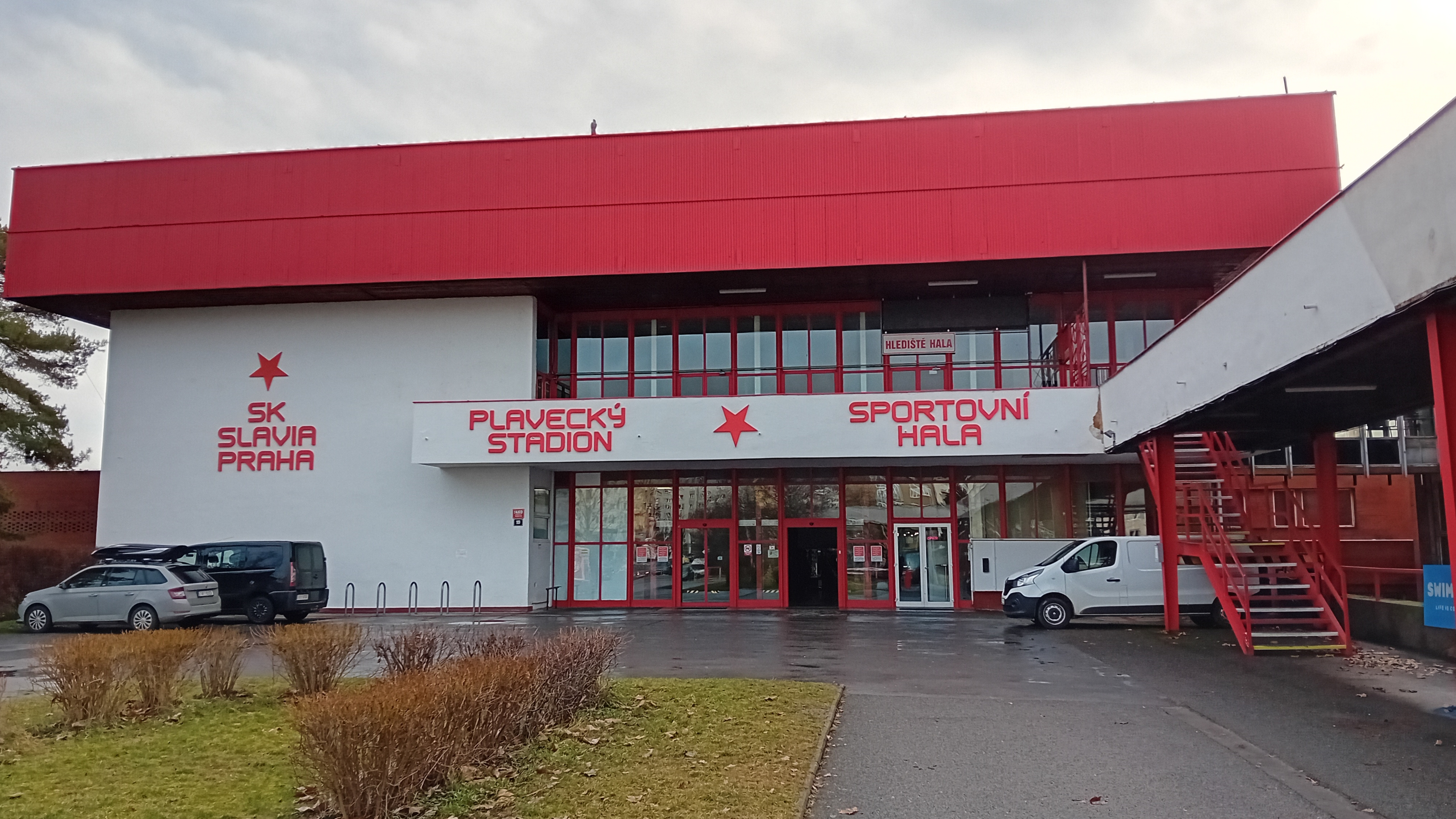
Plavecký stadion Eden
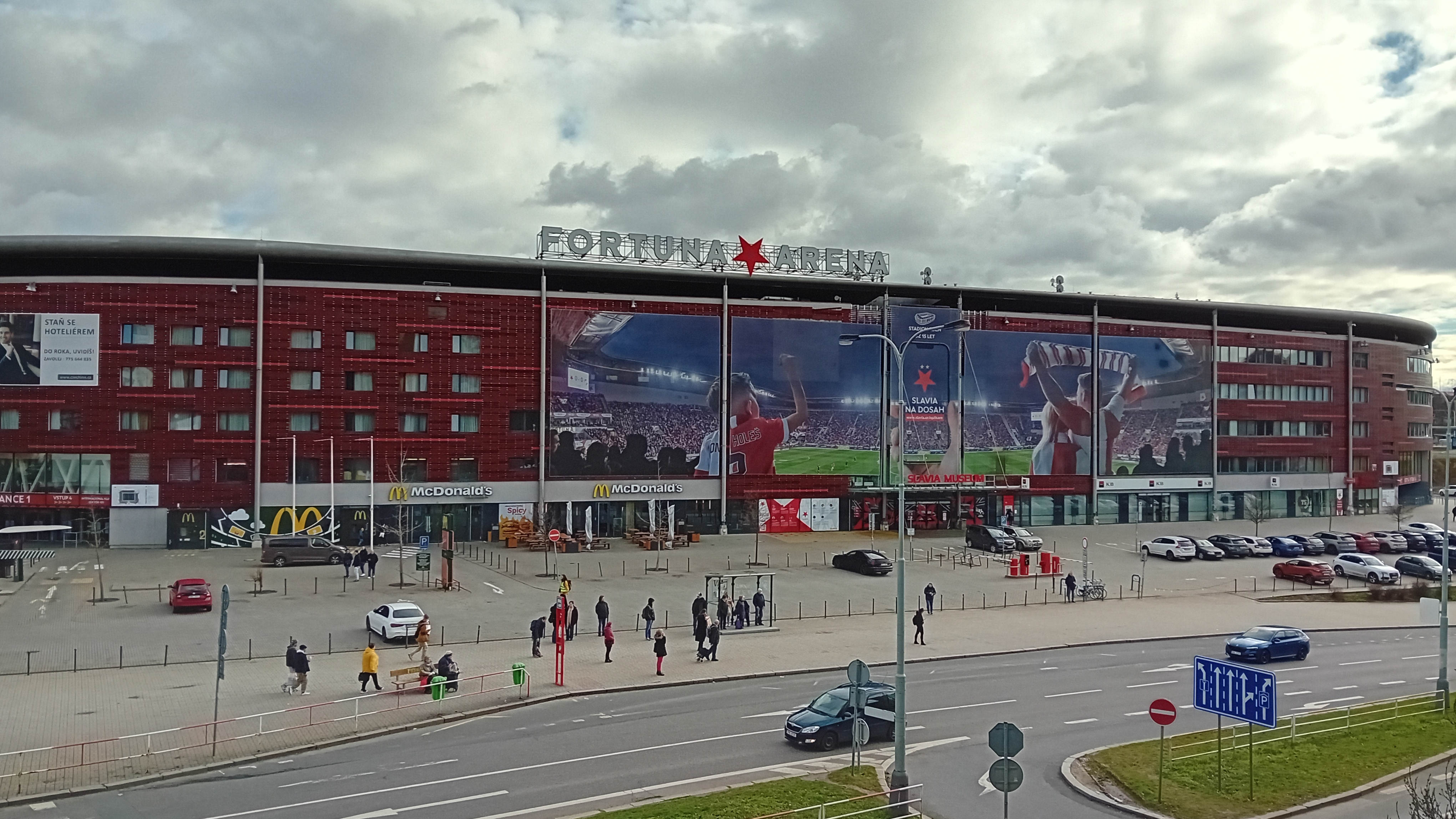
Fotbalový stadion
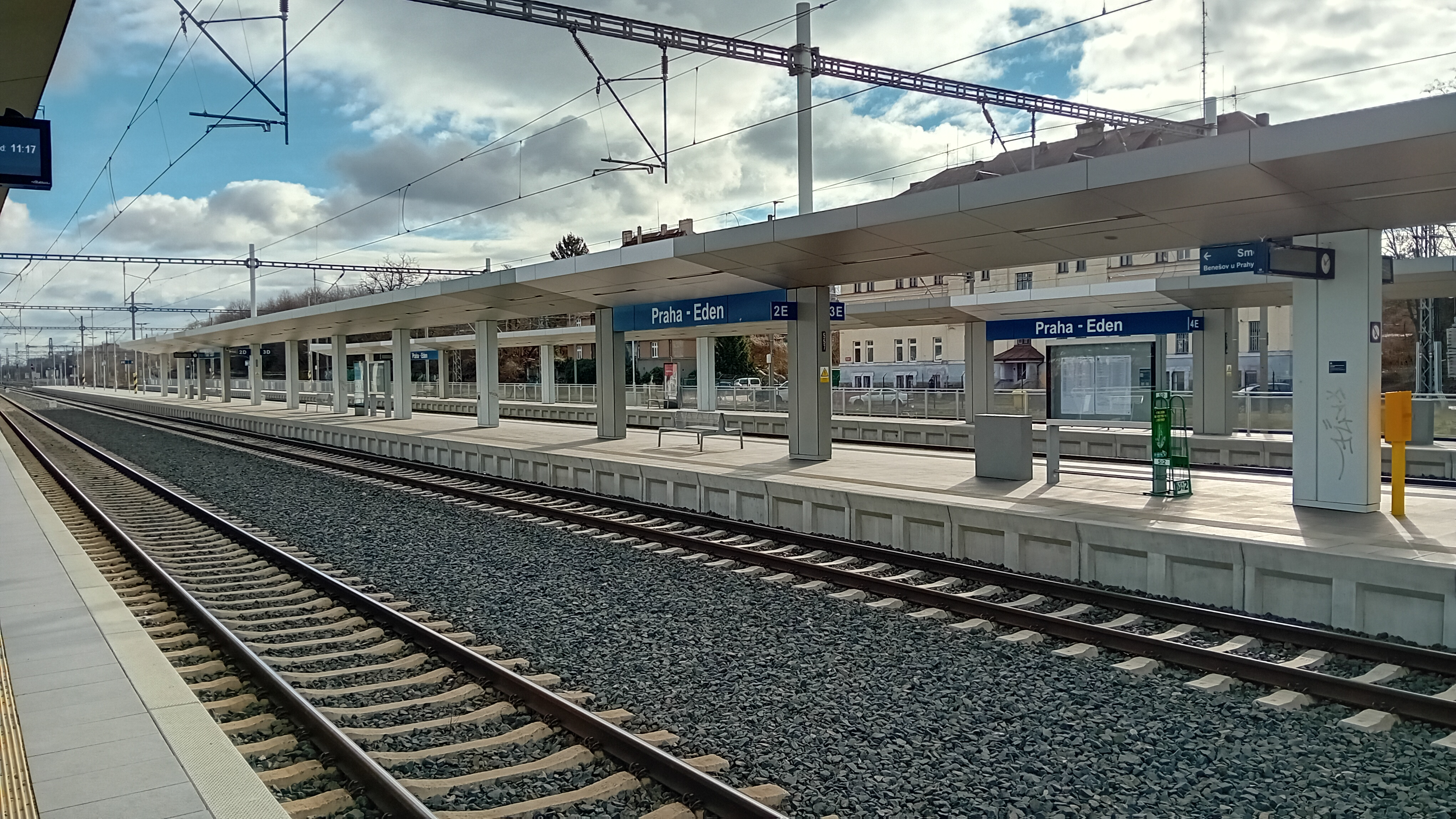
Železniční zastávka
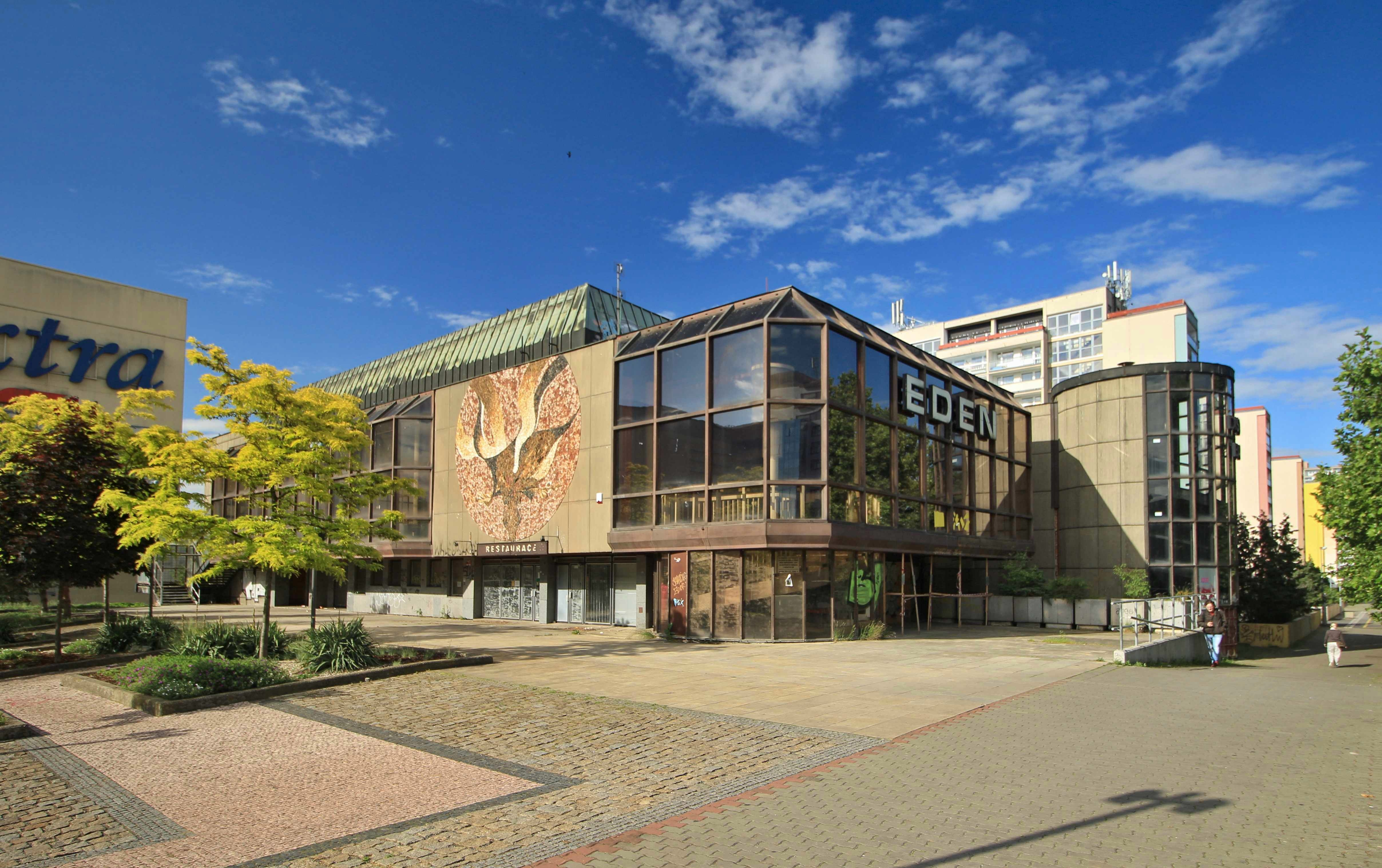
Kulturní dům Eden
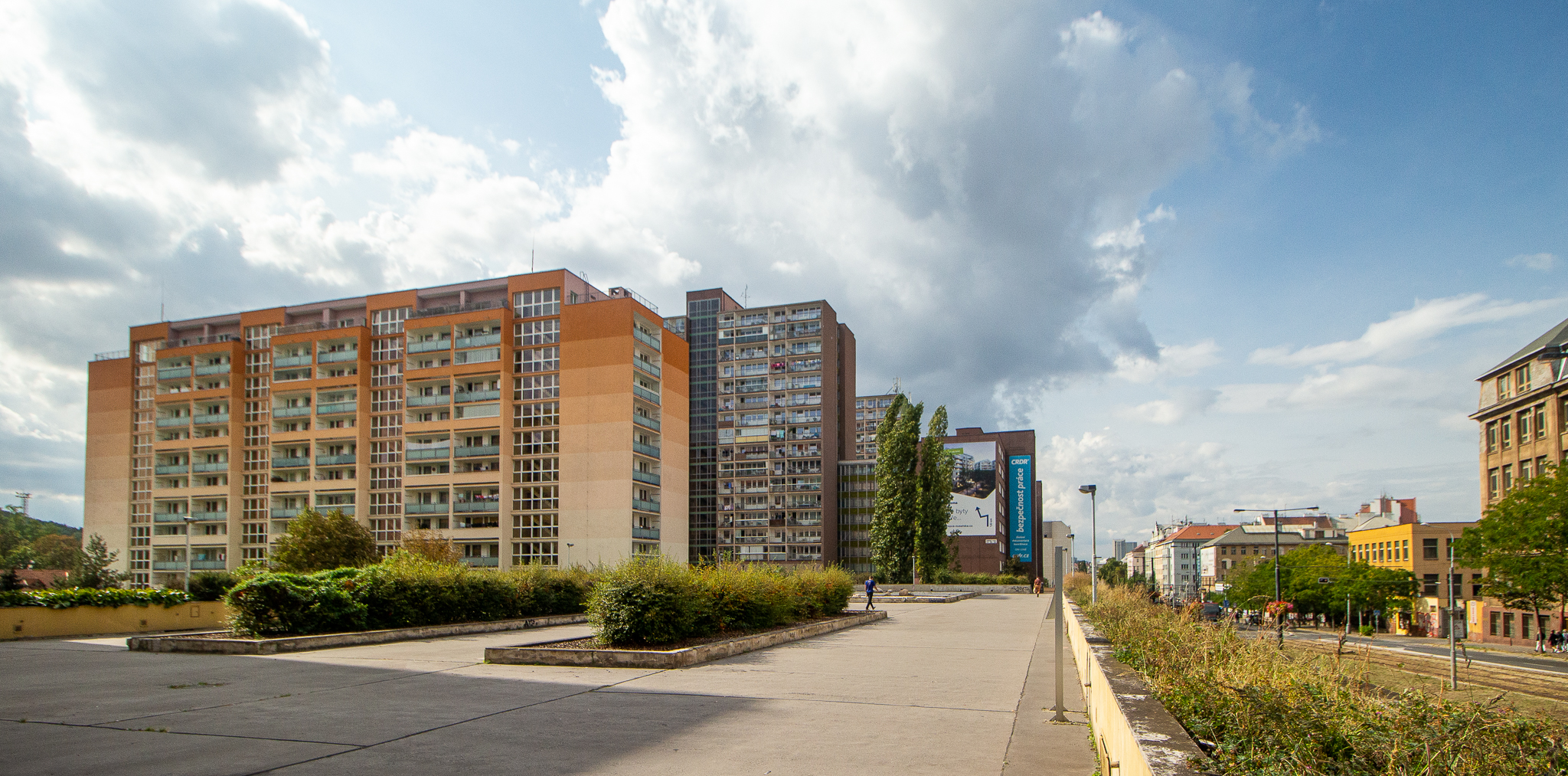
Sídliště Vlasta
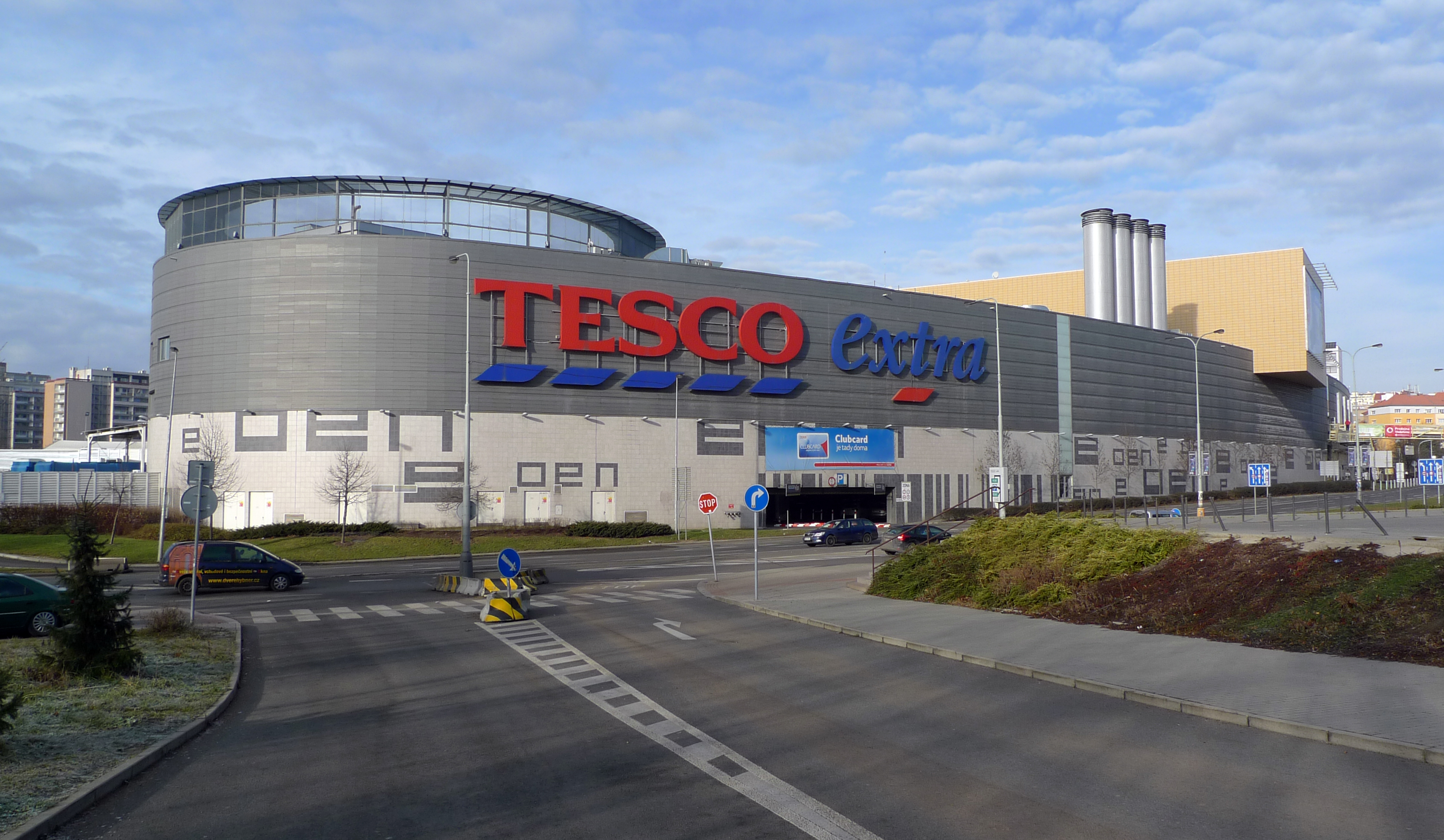
Nákupní centrum Eden